# Hakama

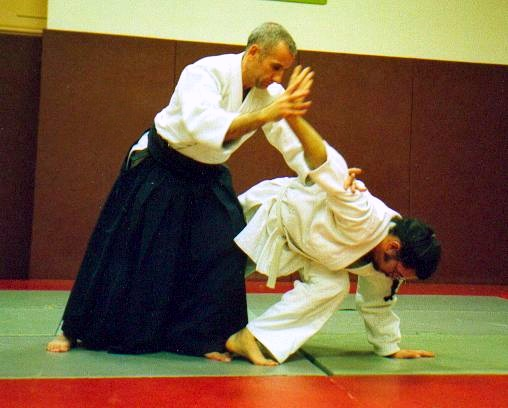
Hakama - aikidoka

La hakama (袴) és una falda-calçons que duien els samurais quan anaven a cavall per protegir-se les cames. No es va concebre, com alguns pretenen, per dissimular les cames, ja que de fet la hakama s'arromangava i es fermava a la cintura quan s'havia d'entrar en combat, de la mateixa forma que les mànigues del kimono es fermaven amb una cinta de tela (tasuki).
La hakama fou la vestimenta tradicional de la noblesa durant tota la història del Japó, i fou durant el període Edo que va adoptar la forma definitiva que coneixem avui en dia.
La hakama s'utilitza normalment per la pràctica de les arts marcials més arrelades a la tradició (aikido, kenjutsu, kendo, iaido, kyudo, jodo, bojutsu).
«Els set plecs de la hakama simbolitzen les set virtuts del budo, que són: jin (仁, benaurança, generositat); gi (義, honor, justícia); rei (礼, cortesia, etiqueta); chi (智, saviesa, intel·ligència); shin (信, sinceritat); chu (忠, lleialtat); i koh (孝, pietat). Trobem aquestes qualitats al samurai d'abans. La hakama ens incita a reflectir la vertadera naturalesa del bushido. El fet de dur la hakama simbolitza les tradicions que s'han perpetuat de generació en generació. Com que l'aikido ha sortit de l'esperit del bushido, ens hem d'esforçar dins la nostra pràctica per polir les set virtuts tradicionnals.» (Morihei Ueshiba)

## Plegar la hakama

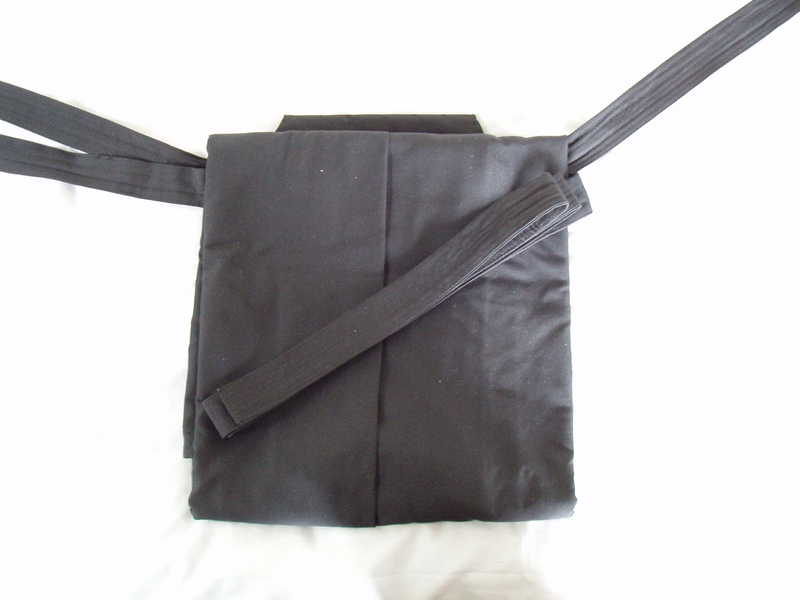
1
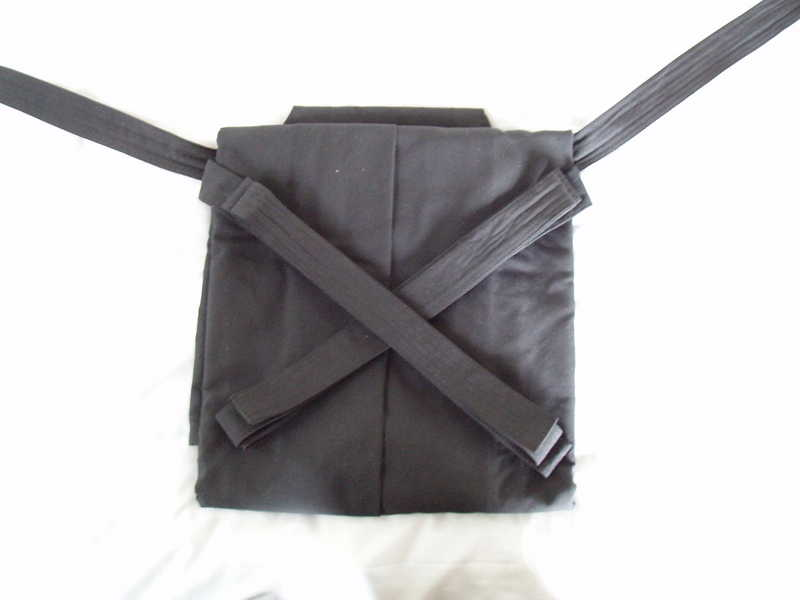
2
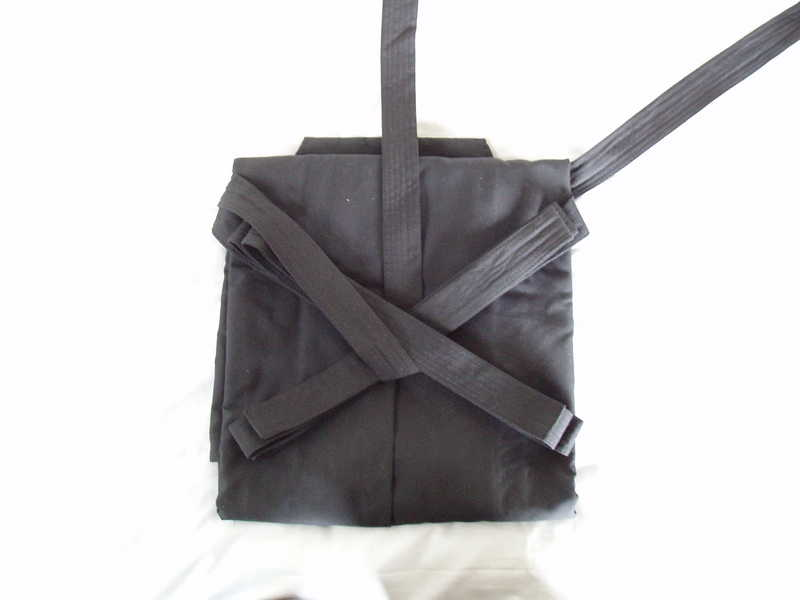
3
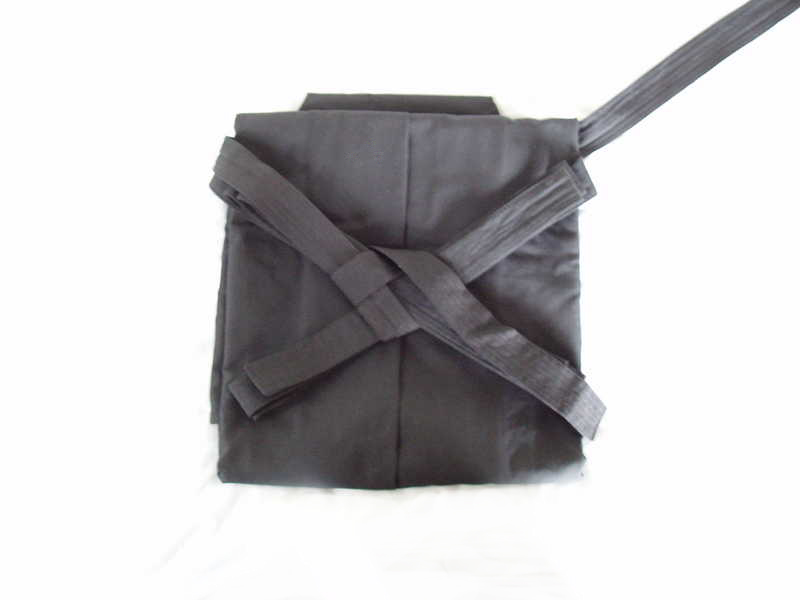
4
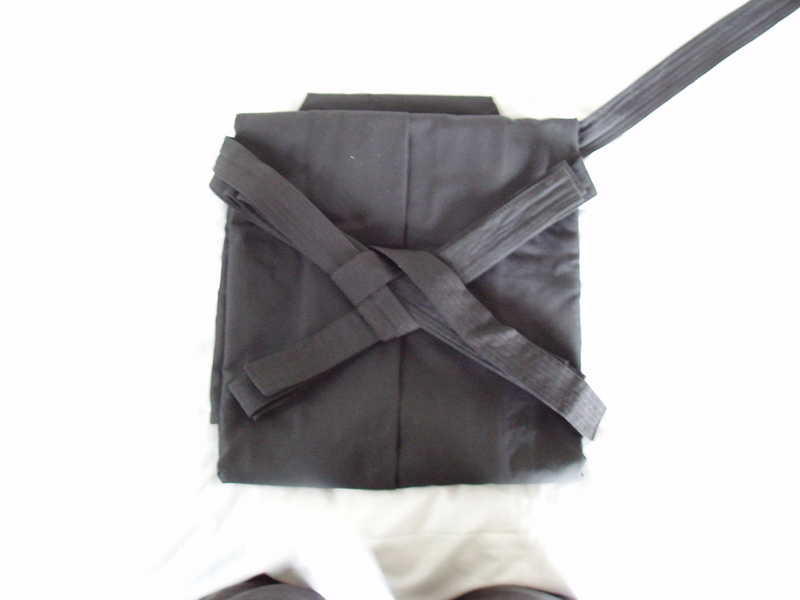
5
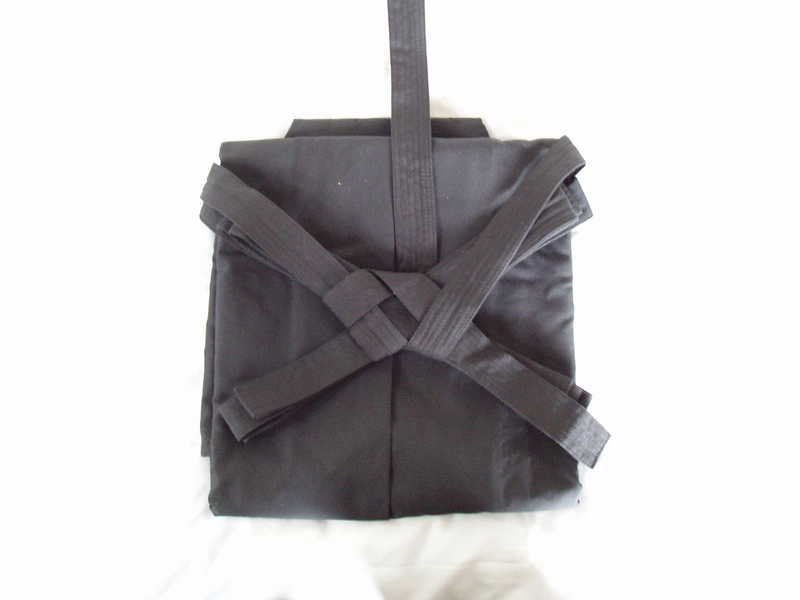
6
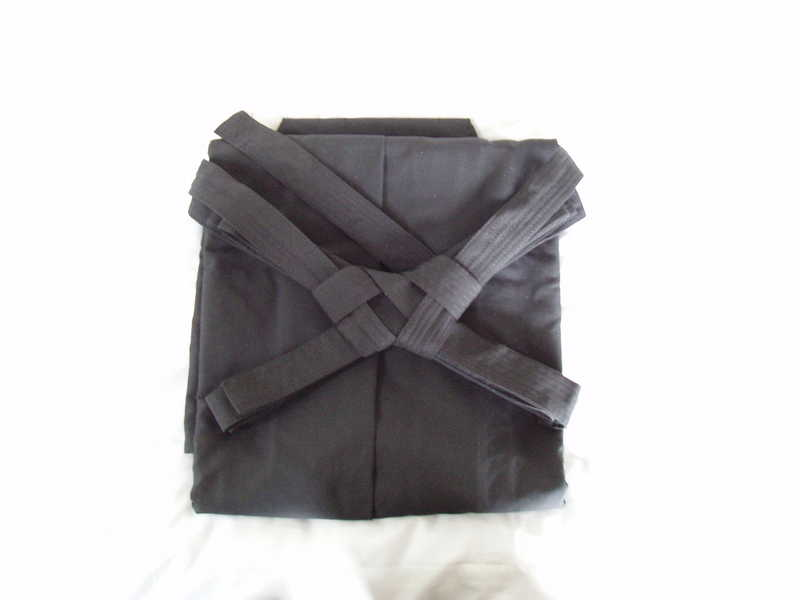
7
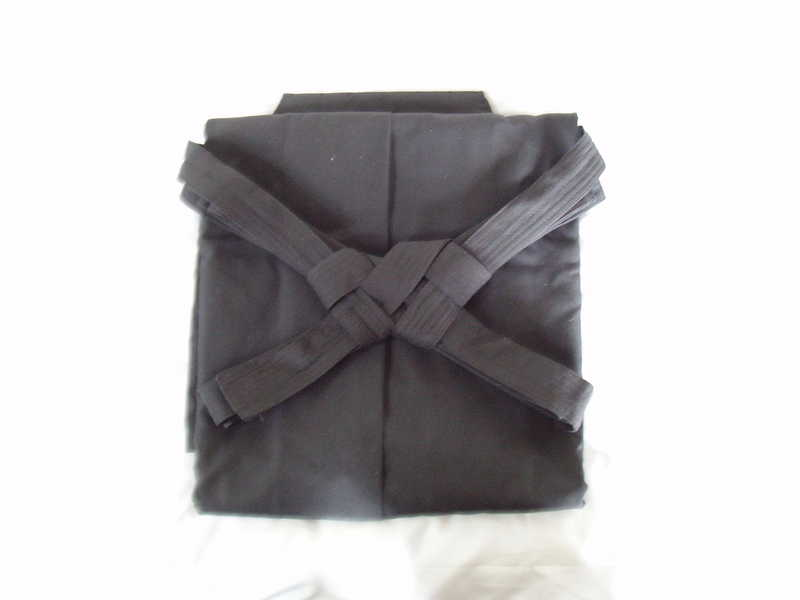
8